# Antipalpus bilobus
Antipalpus bilobus är en tvåvingeart som beskrevs av Mihal A. Ionescu och Weinberg 1960. Antipalpus bilobus ingår i släktet Antipalpus och familjen rovflugor. Inga underarter finns listade i Catalogue of Life.